# Merimasku församling
Merimasku församling (finska: Merimasku seurakunta) är en evangelisk-luthersk församling i Nådendal i Merimasku. Församlingen tillhör Åbo ärkestift och Nousis prosteri. Markku Ahlstrand är församlingens kyrkoherde. Merimasku församling har cirka 1 250 medlemmar (2021) och cirka 10 anställda.
Församlingen hör till Nådendals kyrkliga samfällighet. Merimasku kyrka är församlingens huvudkyrka.